# City2Surf
City2Surf (сокр. C2S, с с англ. — «из города — к пляжу») — забег длиной 14 км (8,7 мили), ежегодно проходящий в Сиднее, Австралия. Маршрут проходит от центра Сиднея через пригороды до пляжа Бонди (Bondi Beach) Привлекает профессионалов и любителей как соревновательная гонка или любительский старт. Забег является самым многочисленным продолжительным забегом (в 2010 году было зарегистрировано около 80 000 участников).

## История
Проводится с 1971 года по инициативе и с поддержкой сотрудников издательства The Sun (Sydney). Первый забег был организован Любительской ассоциацией атлетов Нового Южного Уэльса и Женской любительской ассоциацией атлетов Нового Южного Уэльса и привлёк около 2000 атлетов, большинство из которых были профессионалами и членами указанных организаций. С 1973 года забег проводится во второй воскресенье Августа (за исключением 2000 года, когда забег был перенесен на июль в связи с подготовкой к XXVII летним Олимпийским играм. В 1988 году после прекращения издания газеты The Sun спонсорство мероприятия перешло к новому воскресному таблоиду The Sun-Herald.

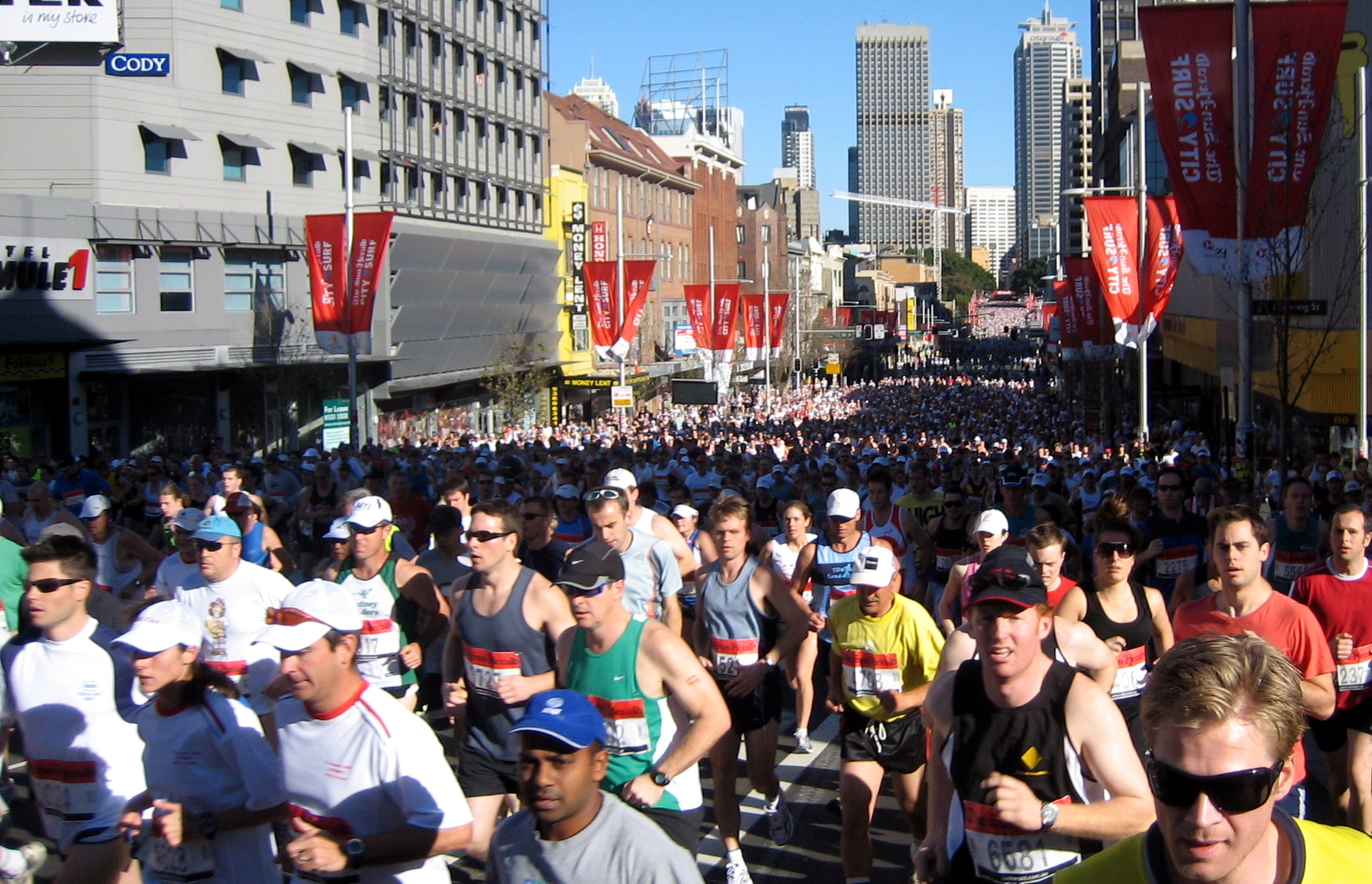
Забег, 2007 год

Рекорд трассы среди мужчин — 40:03 — был установлен Стивом Монгетти (Steve Moneghetti) в 1991 году; среди женщин — 45:08 — Сьюзи Пауэр в 2001 году.
Забег происходит в группах. Первыми стартуют элитные спортсмены, получившие приглашение для присоединения к данной группе; затем, в порядке очередности, — показавшие ранее результат на трассе менее 70 минут, 90 минут, группа легкого бега и замыкающая («Back of the Pack»).